# Dismorphia mirandola
Dismorphia mirandola is een vlindersoort uit de familie van de Pieridae (witjes), onderfamilie Dismorphiinae.
Dismorphia mirandola werd in 1878 beschreven door Hewitson.